# American Triangle
American Triangle è un brano composto e interpretato dall'artista britannico Elton John.

## Il brano
Costituisce il quarto brano dell'album Songs from the West Coast; è dedicato a Matthew Shepard, che nell'ottobre 1998, vicino a Laramie, fu assassinato da due omofobi per il suo orientamento sessuale. La traduzione del titolo vuol dire infatti Triangolo Americano. Il testo, triste e toccante, è pieno di metafore; nonostante sia accreditato a Bernie Taupin, Elton ne ha scritto buona parte (sentendosi accomunato al ragazzo). La melodia rispecchia l'andamento delle parole, e potrebbe essere classificata nel piano rock, essendo completamente basata sul pianoforte suonato da John; è malinconica e cupa, distaccandosi nettamente dall'allegra briosità della precedente traccia, Look Ma No Hands. Ai cori è presente il canadese Rufus Wainwright; il produttore Patrick Leonard suona le tastiere e il B3, mentre Rusty Anderson e Bruce Gaitsch si occupano delle chitarre rispettivamente elettriche e acustica. Al basso è presente Paul Bushnell; infine, Matt Chamberlain si cimenta alla batteria.